# برهان قاطع
برهان قاطع یک واژه‌نامهٔ زبان فارسی است که در سال ۱۰۳۰ هـ. ش به دست محمدحسین بن خلف تبریزی (متخلص به برهان) در حیدرآباد، هندوستان به نام سلطان عبدالله قطب‌شاه، پادشاه شیعی‌مذهبِ دکن، نوشته شده‌است.
سعی او بر آن بوده‌است تا فرهنگش نسبت به فرهنگ‌های پیشین جامع‌تر باشد. غلامحسین مصاحب می‌گوید این کتاب در حدود ۱۹٬۴۱۷ واژه و کنایه و اصطلاح و استعارهٔ مستعمل در فارسی را دربردارد.

## تاریخچهٔ چاپ
این فرهنگ بار اول در ۱۸۱۸ در کلکته و سپس در کلکته و بمبئی و لکهنو و تهران مکرراً به چاپ رسیده‌است. در این راستا، علی اصغر حکمت بنابر چاپ کلکته تعداد لغت‌هایش را ۲۰٬۲۱۱ کلمه ذکر کرده‌است؛ و جالب آن‌که می‌گوید زبان‌ها و لهجه‌های مختلف ایرانی و غیرایرانی در داخل این فرهنگ نقل شده‌است، (مانند مصری، عبری، سریانی، ترکی، هندی، یونانی، رومی، ارمنی، پهلوی و…).
مؤلف در مقدمه می‌گوید که می‌خواست «جمیع فوائد فرهنگ جهانگیری، مجمع الفرس، سرمه سلیمانی، صحاح الادویه (حسین انصاری) را که هریک حاوی چندین کتاب لغات‌اند، به‌طریق ایجاز بنویسد.»

## نقد
نویسنده، واژه‌های دساتیر را، که ساختگی است، وارد فرهنگ کرده است که این کار تا اندازه‌ای از ارزش فرهنگ می‌کاهد؛ با این‌ حال، دکتر محمد معین با ویرایش انتقادی و با توضیحات سودمندش، این اثر را مفید و قابل استفاده نمود.